# Большой Алматинский пик
Большо́й Алмати́нский пик или пик Большо́й Алматы́ — горная вершина северного склона тянь-шаньского хребта Заилийский Алатау, расположенная в горном отроге массива Алматы-Алагир непосредственно севернее вершины Турист всего в 15 км от города Алма-Ата. На восток от пика располагается Большое Алматинское озеро, с запада его склоны огибает Алмарасанское ущелье по которому протекает река Проходная. На склонах пика построена Тянь-Шаньская астрономическая обсерватория, к югу от вершины на перевале Джусалы-Кезень — метеорологический пост и Высокогорная научная станция космических лучей (ВНСКЛ) Физико-технического института (среди местного населения более известный как «Космостанция»).
Пик является последней возвышенностью в одноименном отроге. Высота пика — 3680 метра. Большое Алматинское озеро находится на уровне 2 511 метров. Пик имеет форму пирамиды. Гребень покрыт осыпью в нижней части, а в верхней части имеет скальный рельеф. С вершины пика видны перевал Проходной и пик Турист.
Пирамидальный пик прекрасно просматривается в ясную погоду почти из любой точки города.

## Галерея

Вид на Большой Алматинский пик с восточного берега Большого Алматинского озера
Панорама со склонов Кумбель-Тау на Большое Алматинское ущелье
Вид на Большой Алматинский Пик с перекрестка улиц Саина-Шаляпина в юго-западной части г. Алматы (Казахстан)
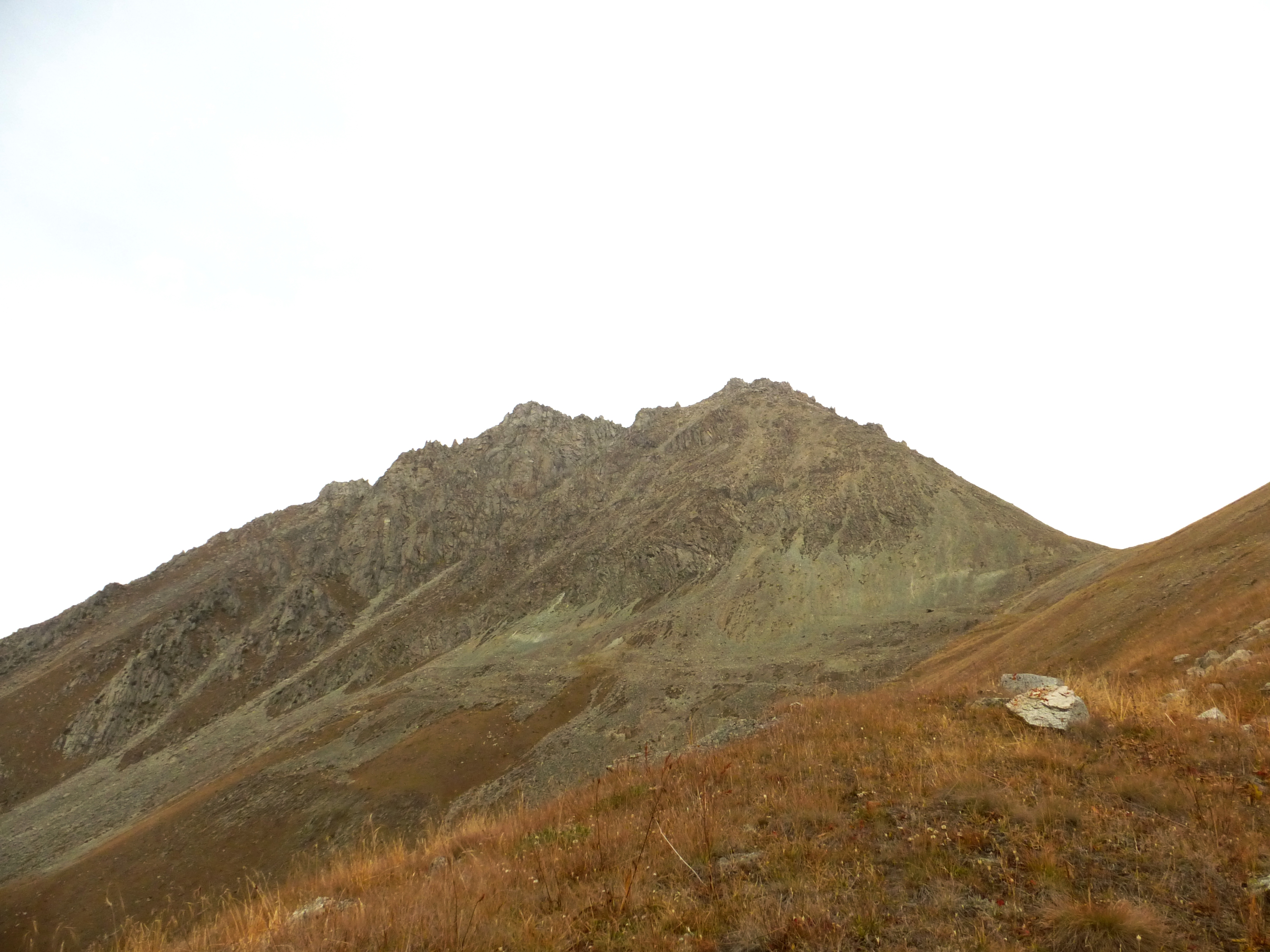
Вид на Большой Алматинский пик с южной стороны, с тропы от Космостанции. Левая возвышенность на фото и является самим пиком.
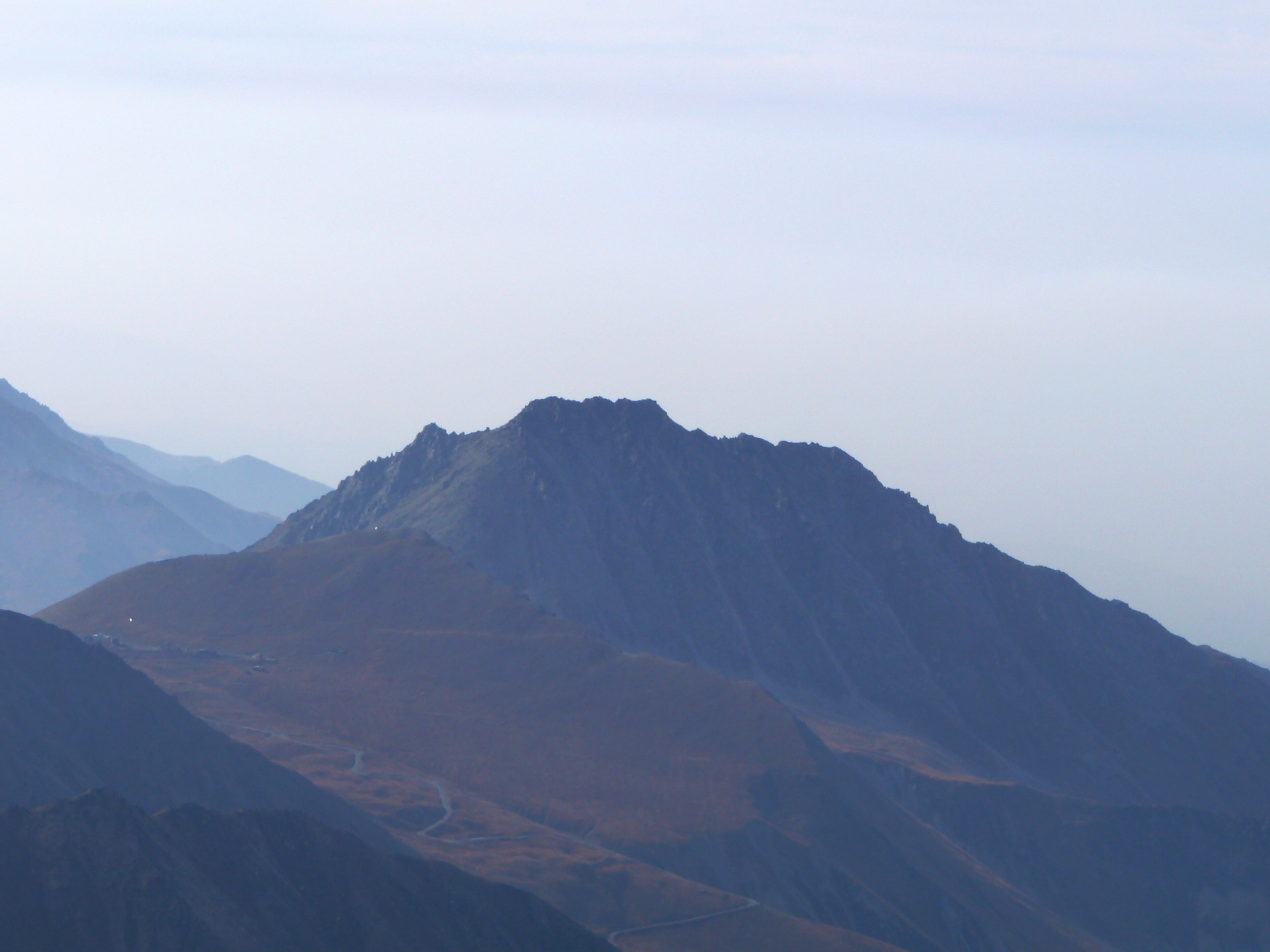
Вид на Большой Алматинский пик с пика Советов
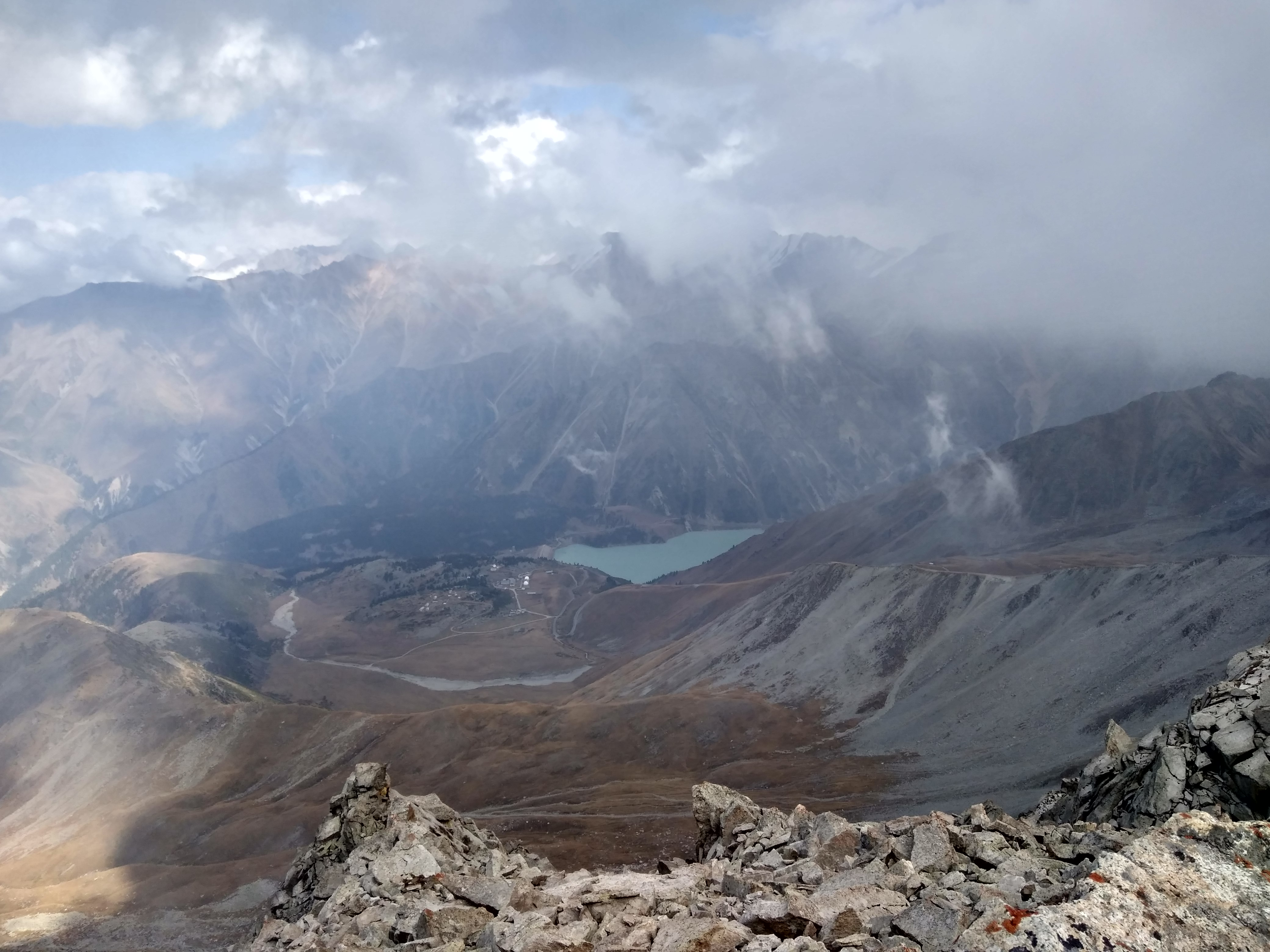
Вид на Большое Алматинское озеро с Большого Алматинского пика